# Yamanote y Shitamachi

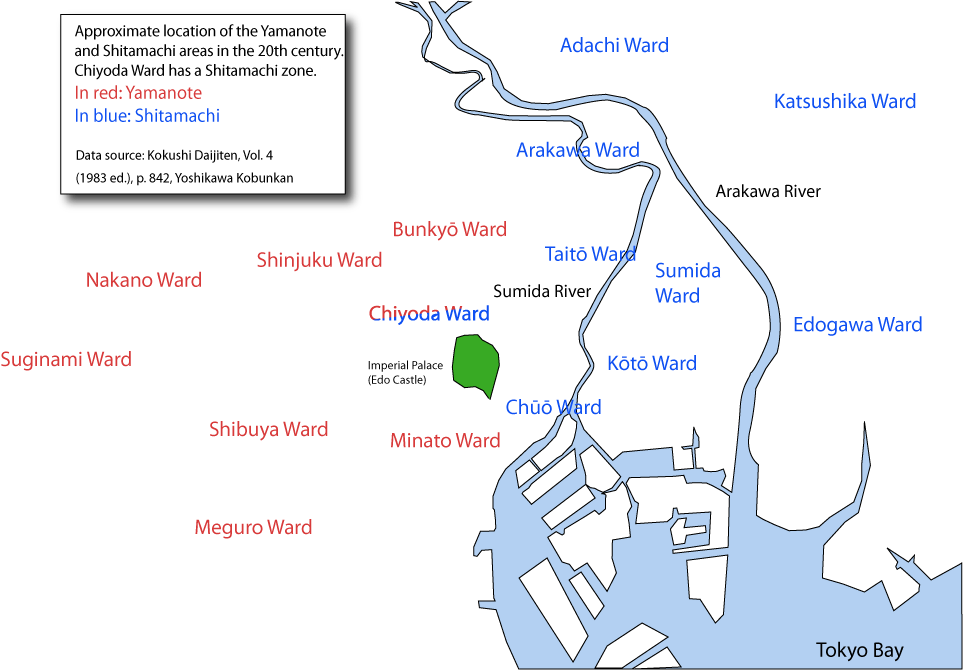
Yamanote y Shitamachi hoy en día. el color de cada Barrio especial indica su pertenencia a cada zona.

Yamanote (山の手?  "hacia la montaña") y Shitamachi (下町?  "ciudad baja") son los nombres de dos zonas históricas de Tokio en Japón. Históricamente Yamanote era la zona rica de Edo (nombre antiguo de Tokio) al oeste del Palacio Imperial y Shitamachi se refería a las zonas populares al este del Río Sumida.

## En la actualidad
La mayoría de Barrios especiales de Tokio pertenecen a alguna de las dos zonas.

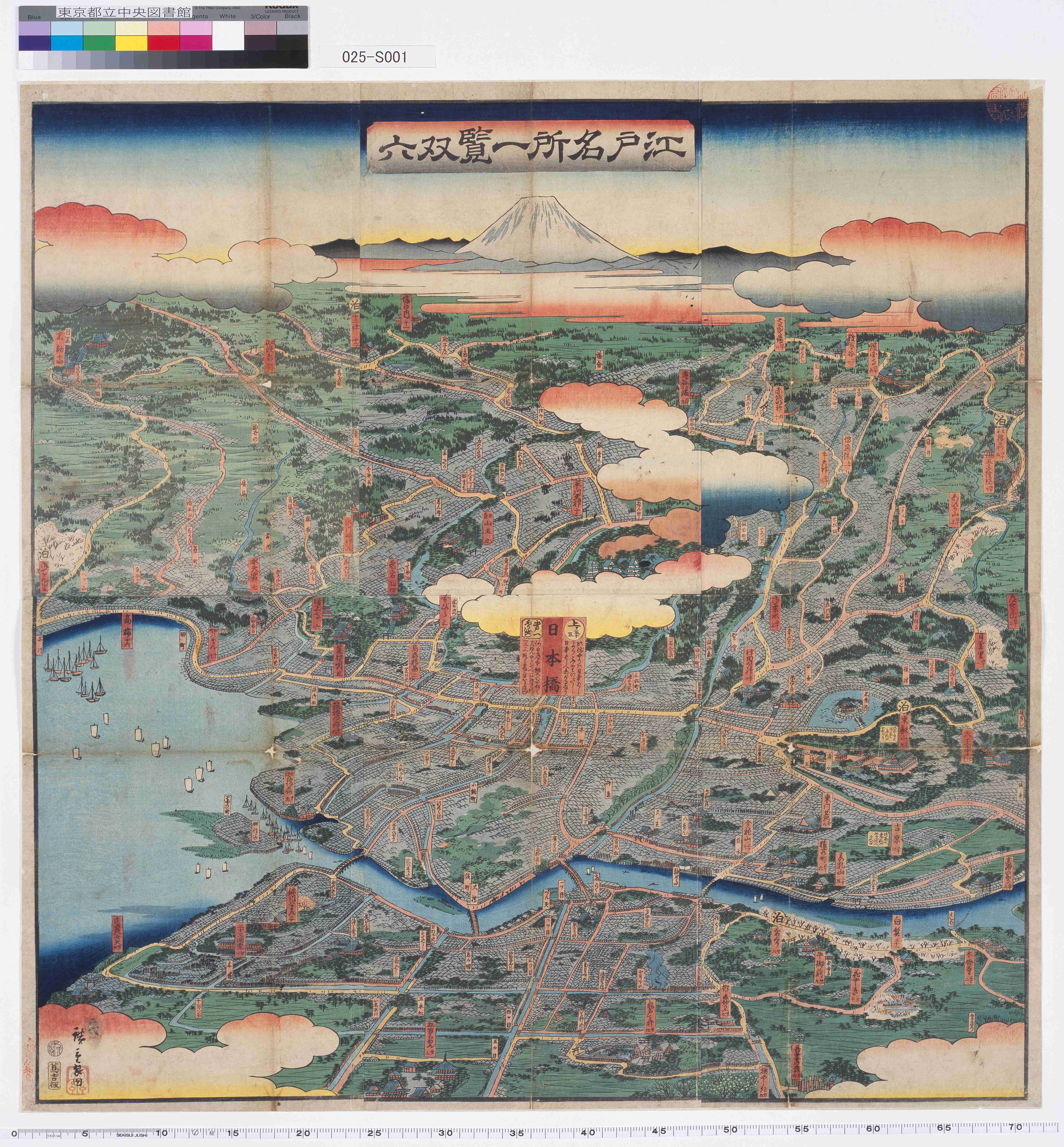
Pintura de Utagawa Hiroshige mostrando a Yamanote (encima) y Shitamachi (debajo).

| Yamanote                                              | Shitamachi                                                                    |
| ----------------------------------------------------- | ----------------------------------------------------------------------------- |
| Bunkyō Meguro Minato Nakano Shibuya Shinjuku Suginami | Adachi Arakawa Chiyoda (compartido) Chūō Edogawa Katsuskika Kōtō Sumida Taitō |